# Mémoire infidèle
Mémoire infidèle (titre original : A Traitor to Memory) est un roman policier d'Elizabeth George, initialement paru aux États-Unis en 2001 puis publié en France aux Presses de la Cité la même année.
Le roman évoque une enquête policière menée par Thomas Lynley et sa collègue Barbara Havers : Eugenie Davies, 62 ans, ancienne maîtresse du commissaire Webberly et mère de Gideon Davies, un virtuose du piano, a été volontairement percutée par le conducteur ou la conductrice d'une automobile. La situation se complique quand on découvre qu'un autre délit de fuite a eu lieu quelques jours auparavant non loin de là, au cours duquel une ancienne connaissance d'Eugenie Davies a aussi été percutée. L'affaire devient dramatique quand, à son tour, le commissaire Webberly est percuté par une voiture et tombe dans le coma. Cette série de faits criminels est manifestement liée à la famille Davies et à un drame qui a eu lieu vingt ans auparavant, quand Sonia, le bébé trisomique du couple Davies, avait été tuée par sa nurse, laquelle est sortie récemment de prison et fait figure de principale suspecte. La famille Davies, quelques semaines avant ces tragiques événements, était déjà troublée par l'aboulie incompréhensible de Gideon Davies qui ne parvient plus à jouer au violon pour une raison inconnue et qui suit une psychothérapie sur ce sujet.

## Principaux personnages
- Les victimes
  - Katie Waddington (grièvement blessée) : coach en « développement sexuel » ; âge non précisé (mais au moins 40 ans).
  - Eugenie Davies (tuée) : 62 ans ; ex-épouse de Richard Davies ; mère de Gideon Davies et de Sonia Davies.
  - Malcolm Webberly (grièvement blessé) : superintendant à Scotland Yard ; vingt ans auparavant, lors d'une enquête criminelle, Eugenie Davies était devenue sa maîtresse pendant quelques mois.

- Les enquêteurs
  - Thomas Lynley : inspecteur de police.
  - Barbara Havers : constable, adjointe de Lynley.
  - Winston Nkata : constable, adjoint de Lynley.
  - Erich Leach : inspecteur-principal à West Hampstead ; officiellement chargé de la direction de l'enquête.
  - Sir Hillier : adjoint au préfet de police et chef de Scotland Yard ; supérieur de Malcolm Webberly et des policiers précités.

- Les suspects
  - Katja Wolff : 42 ans ; ancienne assistante maternelle de la famille Davies ; condamnée vingt ans auparavant pour le meurtre de Sonia Davies.
  - Richard Davies : 62 ans ; ex-mari d'Eugenie Davies ; père de Gideon et de Sonia ; vit actuellement en couple avec Jill Foster.
  - James Pitchley (alias « Langue de velours », anciennement J. W. Pitchford) : gérant de portefeuilles boursiers, amateur de sexualité rapide avec des femmes rencontrées sur internet.
  - Raphael Robson : 50 ans ; professeur de violon de Gideon Davies.
  - Ted Wiley : 68 ans, ancien militaire, gérant d'une librairie, soupirant (éconduit) d'Eugenie Davis.

- Autres personnages
  - Gideon Davies : 28 ans ; violoniste virtuose, fils de Richard Davies et d'Eugenie Davies.
  - Liberty (« Libby ») Neale : amie de Gideon Davies.
  - Jill Foster : 35 ans ; compagne de Richard Davies ; actuellement enceinte de huit mois.
  - Dr Rose (citée seulement) : psychiatre que Gideon Davies consulte régulièrement.
  - Sonia Davies (citée seulement) : fille de Richard Davies et d'Eugenie Davies ; morte à l’âge de 2 ans, vingt ans auparavant.
  - Cecilia Mahoney : nonne dans un couvent ; ancienne amie d'Eugenie Davis et de Katja Wolff vingt ans auparavant.
  - Sarah-Jane Beckett : ancienne pensionnaire de la famille Davies vingt ans auparavant.
  - Helen Clyde : épouse de Thomas Lynley ; actuellement enceinte de trois mois.
  - Brent et Robbie : fainéants à qui James Pitchley verse régulièrement des sommes d'argent.

## Trames narratives
Comme Elizabeth George l'avait déjà fait pour son roman Un goût de cendres (1993), le récit alterne des chapitres numérotés (enquête policière) avec des chapitres non numérotés faisant état des réflexions autobiographiques et d'introspection de Gideon Davies.
Le roman suit donc clairement deux trames narratives : 
- d'une part, l'enquête criminelle de Lynley et de Havers, sous la coordination d'Eric Leach, du 19 au 29 novembre (trente chapitres numérotés) ;
- d'autre part, le journal intime rédigé par le violoniste Gideon Davies, ex-enfant prodige, qui a donné des concerts dans le monde entier jusqu'à ce jour où, environ trois mois avant le début du récit, il n'a plus pu jouer une seule note avec son violon ; ce blocage soudain intervenu lors d'un concert au Wigmore Hall où il devait interpréter le Trio à l'Archiduc. À la demande d'une psychiatre, il rédige un journal intime entre deux séances de consultations. Le journal intime débute le 16 août et se termine le 21 novembre (ainsi le journal intime, qui couvre une période plus grande que l'enquête des policiers, a commencé bien avant l'enquête policière et se termine au moment où celle-ci commence).

Le roman évoque aussi la vie sentimentale et familiale (jusque-là jamais abordée) de Malcolm Webberly, le chef direct de Lynley et d'Havers. Il est marié avec Frances, qui souffre d'une sévère agoraphobie qui l'empêche de sortir de la maison. Le couple a une fille étudiante, âgée de 22 ans et prénommée Miranda. La famille Webberly habite un petit cottage dans la banlieue de Londres et a un chien, Alfie, que Malcolm Webberly promène régulièrement.
Enfin, le récit évoque les relations entre Thomas Lynley et Helen Clyde, actuellement enceinte d'un peu moins de trois mois. Thomas se demande intérieurement s'il voulait vraiment d'un enfant, ou alors s'il a accepté qu'elle tombe enceinte par respect des convenances sociales et pour transmettre son titre de comte d'Ashterton et le domaine familial en Cornouailles.

## Résumé

### Mise en place de l’intrigue
Chapitres 1 à 3.
Un soir de début novembre, dans le quartier de Maida Vale à Londres, alors qu'elle sort du cours de « développement sexuel » qu'elle donne à ses clients, Katie Waddington se fait renverser par une automobile pilotée par un conducteur ou une conductrice qui prend la fuite. Elle est grièvement blessée.
Quelques jours plus tard, le 19 novembre, Eugenie Davies, 62 ans, courtisée (sans succès) depuis plusieurs années par son voisin et libraire Ted Wiley, se rend à West Hampstead pour y rencontrer quelqu'un. Avant d'être arrivée à destination, elle se fait renverser par une voiture dont le conducteur ou la conductrice, après l’avoir renversée, fait marche arrière pour l’écraser de nouveau puis part en marche avant pour s'assurer de sa mort.
Le commissaire Webberly, qui avait eu l'occasion de rencontrer Eugenie Davies vingt ans auparavant, est informé du meurtre le soir de son anniversaire de mariage alors qu’il est en pleine réception. Il décide que le chef d'enquête, Erich Leach, sera secondé par Thomas Lynley et Barbara Havers.
Dans des chapitres non numérotés, on prend connaissance du journal intime de Gideon Davies, violoniste virtuose et ex-enfant prodige. Il a donné des concerts dans le monde entier jusqu'à ce jour où, début août, d'un seul coup il est devenu aboulique et n'a plus pu jouer une seule note avec son violon. Son père Richard et son professeur de violon Raphael lui ont proposé de consulter une femme psychiatre, le docteur Rose, qui a demandé à Gideon de rédiger ce journal intime. Le journal intime débute ainsi le 16 août, trois mois avant le décès d'Eugenie.

### L'enquête
Chapitres 4 à 27.
L'enquête criminelle commence classiquement par une perquisition du domicile de la victime. On apprend que le jour de sa mort, Eugenie avait reçu trois messages téléphoniques que son répondeur a enregistrés. L'un des appels est celui de son soupirant Ted Wiley, l'autre appel de son ex-époux, qu'elle n'a pas vu depuis 20 ans. En effet, à la suite d'une crise conjugale, elle avait quitté mari, enfant et travail pour refaire sa vie dans la banlieue londonienne. Puis Lynley et Havers auditionnent les proches d'Eugenie : Ted Wiley, l'ex-mari Richard Davies, la compagne de celui-ci (Jill), son fils Gideon Davies, etc. Ils perquisitionnent le lieu de travail d'Eugenie. L'ordinateur d'Eugenie est saisi ainsi que sa correspondance postale.
L'homme qui a découvert le cadavre sur la voie publique s'appelle James Pitchley. Gérant de portefeuilles boursiers, il est amateur de sexualité rapide avec des femmes rencontrées sur internet et utilise le pseudonyme de « Langue de velours ». Auparavant, à la suite d'une mystérieuse histoire qu'il cache aux enquêteurs, il s'appelait J. W. Pitchford. Le lecteur constate que James Pitchley semble faire l'objet d'un chantage de la part de deux fainéants. Or l'enquête prend une autre tournure quand on constate qu'Eugenie Davies avait l'adresse de Pitchley marquée sur un bout de papier retrouvé dans sa poche ! Par ailleurs, Pitchley avait connu Eugenie vingt ans auparavant, quand il louait une chambre au sein de la propriété Davies.
Pendant ce temps, on suit les démarches intellectuelles de Gideon Davies qui a commencé son journal intime le 16 août, avant même les meurtres de Katie Waddington et d'Eugenie Davies. Il continue de rédiger presque chaque jour son journal intime. Au fil de ses recherches et de lapsus qu'il fait, il découvre qu'il avait une sœur prénommée Sonia et dont il avait perdu tout souvenir. Ce qui est arrivé à Sonia il y a 20 ans relève du secret de famille. Il dénoue peu à peu les fils de ce qui était caché. Il cherche auprès de son père des réponses à ses questions, concernant Sonia, sa mère Eugenie, l'assistante maternelle Katja. Robert Davies est énervé par les questions de son fils Gideon, dont il ne voit pas les finalités. À quoi bon déterrer les drames d'il y a deux décennies : ce n’est pas cela qui guérira l’aboulie de son fils.
Au fil de leur enquête, Lynley et Havers découvrent les mêmes choses que Gideon : vingt ans auparavant, Sonia Davies, trisomique, avait été noyée dans la baignoire par sa nurse d'origine allemande, Katja Wolff. À la suite de l’enquête effectuée par Webbely, alors inspecteur à l'époque, la jeune Katja avait été condamnée à trente ans d'emprisonnement. Elle était alors enceinte et avait accouché en prison. Or justement, Katja Wolff est sortie récemment de prison et placée en libération conditionnelle. Au demeurant, qui était le père de l’enfant à naître ? Trois noms sont cités : Robert Davies, James Pitchley et Raphael Robson.
Pendant ce temps, Webberly se souvient de ce qu'il avait vécu il y a 20 ans avec Eugenie : l'ayant revue plusieurs mois après la fin de l’enquête, et alors qu'Eugenie avait quitté époux et enfant et que Webberly était marié avec Frances, les deux avaient connu une liaison sentimentale pendant quelques mois. Mais alors qu'il sort son chien, Malcolm Webberly est à son tour percuté par une voiture. Il tombe dans le coma.
Winston Nkata est chargé par Linley d'enquêter sur Katja Wolff...

### Dénouement, résolution de l'énigme et révélations finales
Chapitres 28 à 30.

## Autour du roman
Sans s'en être réellement rendu compte, Wiston Nkata est tombé amoureux de Yasmin. Il la recontactera à plusieurs reprises dans le roman Sans l'ombre d'un témoin.